# Khyenrab Norbu
| Tibetische Bezeichnung                   |
| ---------------------------------------- |
| Tibetische Schrift: མཁྱེན་རབ་ནོར་བུ          |
| Wylie-Transliteration: mkhyen rab nor bu |
| Chinesische Bezeichnung                  |
| Vereinfacht: 钦绕诺布                    |
| Pinyin:Qinrao Nuobu                      |

Khyenrab Norbu (tib. mkhyen rab nor bu; * 1883 in Zêtang; † 28. Oktober 1962) war ein tibetischer Mediziner und Astronom. Er war Leibarzt des 13. Dalai Lama, Thubten Gyatsho (1876–1933), und Lehrer von Tendzin Chödrag, dem späteren Leibarzt des 14. Dalai Lama.
Er war Leiter der Mentsi Khang Medizin- und Astrologieschule (tib. sman rtsis khang) in Lhasa, eines 1916 vom 13. Dalai Lama gegründeten Zentrums für theoretische und praktische Medizin.
Er ist Verfasser verschiedener Werke zur traditionellen tibetischen Medizin.

## Werke
Quelle: men-tsee-khang.org (Memento vom 30. März 2010 im Internet Archive) (mit Abweichungen von der Umschrift nach Wylie)
- eine Beschreibung der Illustrationen des RCTA Tantras[4] (tib. gsorig-rgya-tso-nyingpo; engl. Essences from the Ocean of Medical Healing)
- ein Buch über Heilpflanzen (tib. Ngotsar-sergyi-nyema; engl. Wonderful Golden Hair)
- über die Anwendung von Medizin (tib. Man-byor-nuspa-phyogdus; engl. Condensation of the Effects of the Medicine)
- die Verwendung von Medizin (tib. Duetsi-'bumsang; engl. One Hundred Thousand Good Nectars)
- über Astrologie (tib. Rigden-nyingthig; engl. Endowment of Knowledge of the Heart-Drop)[5]

### Nachschlagewerke
- Zangzu da cidian. Lanzhou 2003